# Smuxi
Smuxi è un client IRC multipiattaforma ottimizzato per il desktop GNOME ispirato Irssi. È stato introdotto il concetto di separazione del client frontend backend dal motore che gestisce le connessioni ai server IRC all'interno di una singola applicazione grafica.